# هيبتامينول
هيبتامينول هو كحول أميني يمتاز بتأثيره المنشط لعضلة القلب (بالتأثير الإينوتروبيك الموجب)، ويزيد من تدفق الدم بالأوعية التاجية بجانب تأثيره الخفيف كقابض للدورة الدموية الطرفية، كما أنه منشط للجهاز العصبي المركزي، وليس له خواص تراكمية بالجسم.

## دواعي الاستعمال
يُستخدم هيبتامينول في عدة حالات، منها:
1. الضغط المنخفض، والميل للإغماء، وهبوط الدورة الدموية البسيط، والمتوسط الشدة.
2. الوهن والضعف الشديد والإجهاد الجسماني، والعصبي، وكذلك في الطب الرياضي.
3. الحالات البسيطة والمتوسطة الشدة، والمتوقعة للهبوط الوظيفي للقلب، خاصة أمراض القلب الرئوية (أوديما الرئتين).
4. الهبوط الوظيفي للقلب المصحوب بالتسمم أو العدوى أو الشيخوخة أو تصلب الأوعية الدموية لعضلات القلب.
5. الاختناق لحديثي الولادة.

## الآثار الجانبية
نادراً ما يحدث الخفقان، وسرعة دقات القلب مع الدوخة، واضطرابات معدية.